# 三鶯交流道

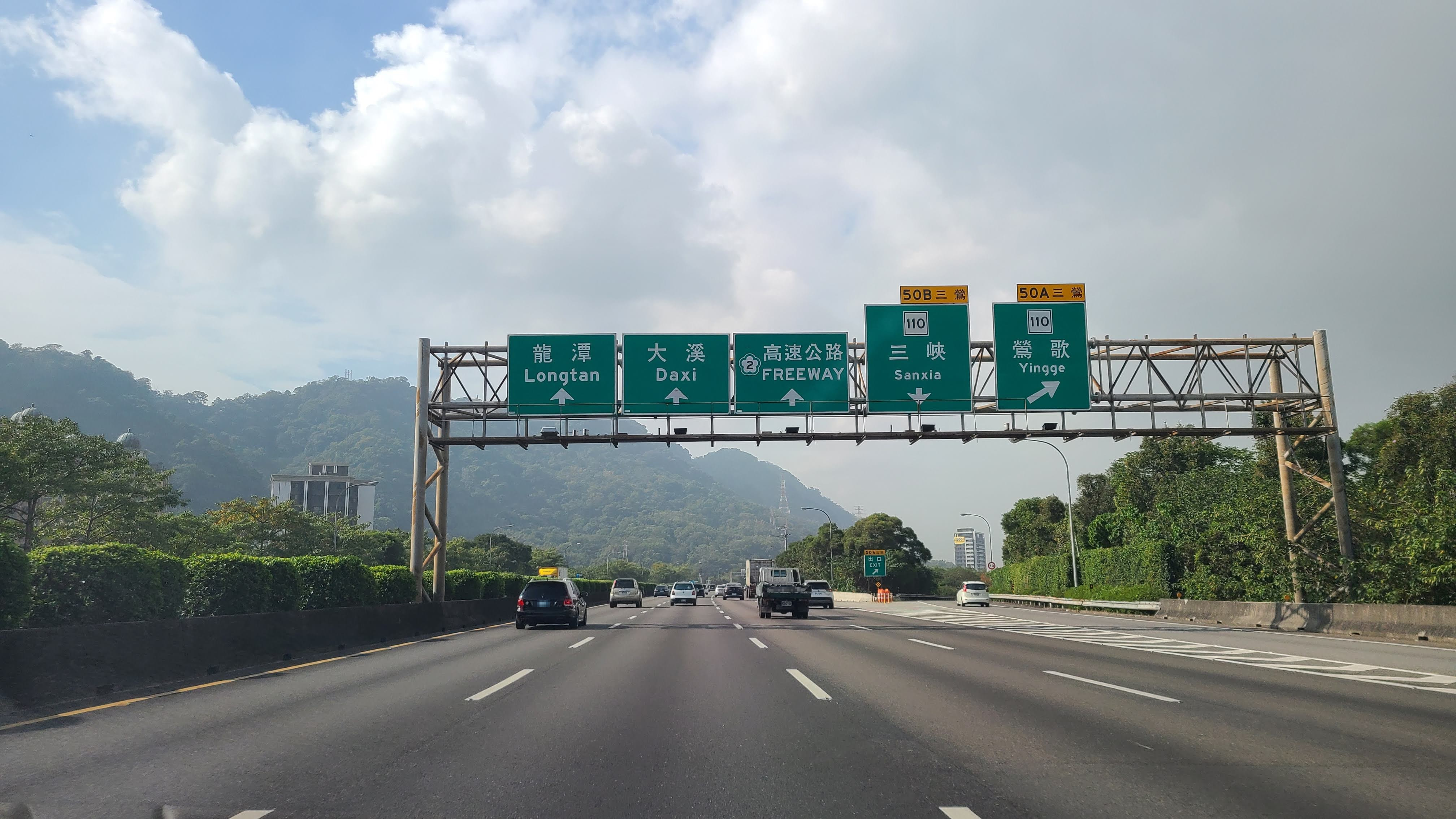
三鶯交流道南下出口

三鶯交流道為臺灣國道三號的交流道，位於臺灣新北市三峽區，指標為50K。
南向兩出口分為A、B兩個出口，分別為鶯歌50A、三峽50B；北向兩出口分為50A出口（鶯歌），下匝道後往東至三峽，往西則往鶯歌（緊鄰三鶯大橋）、50C出口（三峽文化路）下匝道後銜接三峽區文化路，並可直接由文化路轉中山路進入三峽老街，紓解復興路長期壅塞情況。
|          | 南下     | 50A 三鶯   |            | 鶯歌 |
| 50B 三鶯 | 南下     | 三峽       |            |      |
| 北上     | 50A 三鶯 | 鶯歌 三峽  |            |      |
| 北上     | 50C 三鶯 | 三峽文化路 | 三峽文化路 |      |

## 歷史沿革
- 1993年1月19日，因北二高（福爾摩沙高速公路）土城至三峽路段通車，成為北二高計畫中第一個通車的交流道[2][3]。
- 臺北縣（今新北市）政府為了改善市道110號壅塞問題，2007年起開始推動辦理「國道三號三鶯交流道增設北上出口匝道工程」計畫。
  - 增設匝道計畫於2010年8月26日獲交通部核定，而後交由交通部高速公路局接續辦理規劃設計與施工作業。
  - 2014年1月27日，通過行政院環保署環境影響差異分析審查。
  - 2014年3月20日，開工，工期為300日曆天。
  - 2015年4月2日，增設北上出口匝道完工通車。

## 周邊設施與景點
- 三峽老街
- 三峽祖師廟
- 國立臺北大學
- 恩主公醫院
- 三鶯線：臺北大學站（興建中）
- 鳶山
- 三鶯大橋
- 鶯歌陶瓷老街
- 鶯歌陶瓷博物館
- 鶯歌火車站

## 鄰近公路
- 市道110號
- 北84線

## 外部連結
- 國道三號三鶯交流道示意圖 （页面存档备份，存于）（交通部高速公路局）